# Філософський факультет Університету Рієки
Факультет гуманітарних і соціальних наук (або філософський факультет) є структурним підрозділом Університету Рієки та одним з ключових вищих навчальних закладів Хорватії для вивчення гуманітарних, соціальних і мовних дисциплін.
Був заснований у 1973 році як педагогічний факультет, пройшов багато трансформацій та був перейменований на нинішню назву у 1988 році. З початку 2011 року розташований в університетському містечку на Трсаті.
Видаються наукові та професійні книги, наукові журнали (Psychological Topics, Fluminensia, European Journal of Analytic Philosophy, Ikon, Journal of the History of Western Croatia). Проводиться низка національних та міжнародних наукових проектів.

## Структура
Факультет гуманітарних і соціальних наук у Рієці пропонує бакалаврські, магістерські та аспірантські програми в різних наукових галузях.

### Кафедри
- Кафедра англійської мови
- Кафедра філософії
- Кафедра германістики
- Кафедра хорватології
- Кафедра культурології
- Кафедра педагогіки
- Кафедра історії
- Кафедра мистецтвознавства
- Кафедра психології
- Кафедра італознавства
- Кафедра фізичного та оздоровчого виховання
- Кафедра перекладознавства
- Кафедра когнітивних наук

Ці кафедри дають можливість студентам отримати знання з мови, літератури, філософії, історії, педагогіки, психології та інших соціально-гуманітарних дисциплін.

### Центри та лабораторії
- Центр іконографічних досліджень
- Центр мовних досліджень
- Центр освіти вчителів
- Центр жіночих досліджень
- Рієцька школа хорватської мови
- Центр дослідження середньовічної спадщини Адріатики – RiMAH
- Центр міждисциплінарних досліджень мови, літератури та культури – Рієцька школа стилістики
- Центр прикладної психології
- Центр теоретичних і критичних досліджень
- Центр дослідження Голокосту та геноциду в Південно-Східній Європі (CHGSE)
- Лабораторія експериментальної психології
- Лабораторія дослідження культурної складності

Має лекторати угорсько, македонської, польської та словенської мов.

## Історія
Започаткований у 1953 році, як вищий навчальний заклад. Кілька разів змінював назву та види діяльності як то індустріальне педагогічне училище. Від того факультет, окрім гуманітарних та суспільних наук, мав також і технічні напрямки такі як фізика, політехніка, педагогічні та мистецькі як дошкільна освіта та образотворче мистецтво.
27 лютого 1988 остаточно перейменований на факультет філософії в Рієці. Поступово від філософського відокремлюються кафедри та переформовуються в окремі структурні підрозділи університету.
З 10 січня 2011 року починає роботу у новій будівлі в університетському містечку Трсат.

## Наукова та дослідницька діяльність
Факультет вирізняється активною науково-дослідною діяльністю. Викладачі та студенти беруть участь у вітчизняних та міжнародних наукових проектах, організовують конференції та симпозіуми. FFRI також видає власні наукові публікації та співпрацює з іншими установами в Хорватії та за кордоном.

## Міжнародне співробітництво
Факультет гуманітарних і соціальних наук у Рієці розвиває широке міжнародне співробітництво через програми мобільності, такі як Erasmus+, CEEPUS та двосторонні угоди з численними європейськими університетами, бере участь у Європейському науковому просторі (ERA) і Європейському просторі вищої освіти (EHEA). Студенти та професорсько-викладацький склад мають можливість обмінюватися та співпрацювати з установами з різних частин світу, що дає змогу налагодити, вдосконалити та підтримувати співпрацю з іншими навчальними закладами.

## Роль і важливість
Будучи одним із провідних вищих навчальних закладів Хорватії, філософський факультет у Рієці відіграє ключову роль у розвитку освіти, науки та культури. Факультет сприяє міждисциплінарному підходу до освіти та досліджень і готує студентів до різних професійних викликів в академічному та ширшому соціальному контексті.